# Інтервенція до Гамбії
Інтерве́нція до Га́мбії — спільна військова кампанія урядів Сенегалу та Нігерії за підтримки Економічного співтовариства країн Західної Африки, метою якого є повалення режиму президента Яйя Джамме, який у грудні 2016 року програв на президентських виборах опозиційному кандидату Адама Берроу.

## Передумови
1 грудня 2016 року в Гамбії відбулися вибори президента країни, на яких опозиційний кандидат Адама Берроу з результатом 45,5 % голосів виборців проти 36,7 % переміг чинного президента Яйя Джамме, який обіймав пост глави держави з 1994 року. Яйя Джамме визнав свою поразку, проте 9 грудня під час телезвернення до населення країни відмовився визнавати результати виборів, посилаючись на нібито порушення, які мали місце у ході волевиявлення, і оголосив про проведення повторних президентських виборів.
18 січня 2017 року президент Джамме запровадив у Гамбії надзвичайний стан терміном на 90 днів; парламент країни підтримав рішення президента. Влада Сенегалу, підтримувана ЕКОВАС, заявила про готовність розпочати військову операцію з метою забезпечення приходу до влади обраного на виборах 1 грудня Адама Берроу, якщо президент Джамме не складе свої повноваження до опівночі 19 січня за Грінвичем; про військову допомогу Сенегалу оголосили влада Нігерії та Гани, 19 січня про готовність приєднатися до коаліції заявили Малі та Того. 13 грудня поліція зайняла приміщення гамбійської виборчої комісії; у свою чергу у відповідь на силові дії режиму президенти Нігерії Мохаммаду Бухарі, Ліберії Елен Джонсон-Серліф та Сьєрра-Леоне Ернест Бай Корома пригрозили Джамме «жорсткими заходами», у тому числі санкціями.
19 січня в будівлі посольства Гамбії в Сенегалі в Дакарі відбулася церемонія інавгурації новообраного гамбійського президента Адама Берроу.

## Хід операції
19 січня влада Сенегалу оголосила про початок вторгнення до Гамбії. Вторгнення сенегальської армії було санкціоновано ЕКОВАС. Приведений до присяги президент Берроу після своєї інавгурації закликав гамбійських військовослужбовців не залишати свої казарми у разі вторгнення сил західноафриканської коаліції до країни, а тих військових, хто підтримає президента Джамме пообіцяв визнати заколотниками.
Згодом коаліція оголосила про призупинення вторгнення до полудня 20 січня, таким чином надаючи можливість проведення переговорів з президентом Джамме за посередництва президента Гвінеї Альфа Конде.
21 січня Джамме оголосив, що відмовляється від боротьби за владу. На місцевому телебаченні він заявив, що в Гамбії не повинно пролитися навіть краплі крові. Потім він сів у літак, котрий, швидше всього полетів до столиці Гвінеї Конакрі.

## Міжнародна реакція
- Рада Безпеки ООН одноголосно засудила спроби захоплення влади чинним президентом Яйєю Джамме, визнаючи Адаму Берроу законообранним новим головою держави. Генеральний секретар ООН Антоніу Гутерреш висловив підтримку Адамі Берроу та підтримав рішення країн-членів ЕКОВАС про військову операцію з метою захисту результатів виборів президента та захисту верховенства закону[15].

- Державний департамент США на початку січня 2017 розпочав евакуацію співробітників власного посольства у країні[16].